# 1947 en sport automobile
Chronologie du Sport automobile
1946 en sport automobile - 1947 en sport automobile - 1948 en sport automobile

## Les faits marquants de l'année1947enSport automobile
- Premiers Grand Prix d'après guerre avec les Grands Prix de Suisse, Belgique, France et Italie. Outre ces quatre courses nationales, 28 autres Grand Prix ont lieu dont 11 en France.

## Par mois

### Avril
- 7 avril : Grand Prix de Pau.
- 21 avril : Grand Prix automobile de Rio de Janeiro.
- 27 avril : Grand Prix automobile du Roussillon.

### Mai
- 18 mai : Grand Prix automobile de Marseille.
- 25 mai : Grand Prix automobile des Frontières.
- 30 mai : 500 miles d'Indianapolis

### Juin
- 1er juin : Grand Prix automobile de Nîmes.
- 8 juin : Grand Prix automobile de Suisse.
- 22 juin : Mille Miglia
- 29 juin : Grand Prix automobile de Belgique.

### Juillet
- 13 juillet : Grand Prix automobile d'Albi.

### Septembre
- 7 septembre : Grand Prix automobile d'Italie.
- 16 septembre : à Bonneville Salt Flats, John Cobb établit un nouveau record de vitesse terrestre : 634,39 km/h.
- 21 septembre : Grand Prix automobile de France.

## Naissances
- 1er février : Gaston Rahier, pilote de moto-cross belge. († 8 février 2005).
- 7 mars : Walter Röhrl, pilote automobile (rallye) allemand.
- 13 mars : Lyn St. James, pilote automobile américaine de Champ Car et d'IndyCar.
- 6 mai : Jouko "Jokke" Kallio, pilote de course finlandais.
- 1er juin : Ron Dennis, directeur de l'écurie de Formule 1 McLaren.
- 3 juin : Jean-Pierre Ballet, pilote amateur de rallye français.
- 1er juillet : Kazuyoshi Hoshino, pilote automobile japonais
- 22 août : Ian Scheckter, pilote automobile sud-africain.
- 29 août : James Hunt, pilote automobile britannique. († 15 juin 1993).
- 11 septembre : Matthias Moosleitner, pilote de rallye allemand.
- 6 octobre : Dick McCabe, pilote automobile de stock-car.
- 19 octobre : Egil Stenshagen, pilote automobile norvégien.
- 31 octobre : Doug Woods, copilote de rallyes canadien.
- 8 novembre : Giorgio Francia, pilote automobile italien.
- 14 novembre : Leo Pavlík, pilote automobile tchécoslovaque de rallyes.

## Décès
- 26 juillet : Jean Chassagne, pilote automobile français, un des Bentley Boys. (° 26 juillet 1881).